# Witvleugelnachtzwaluw
De witvleugelnachtzwaluw (Eleothreptus candicans, synoniem: Caprimulgus candicans) is een vogel uit de familie van de nachtzwaluwen (Caprimulgidae).

## Kenmerken
De vogel is 19 tot 23 cm lang en weeg 46 tot 51 g. Het mannetjes is van boven bleek grijsbruin en ook de vleugeldekveren zijn gedeeltelijk bleekgrijsbruin en verder wit, terwijl de vleugeluiteinden contrasterend donkerbruin zijn. Bij het vrouwtje ontbreekt dat opvallend donker-licht contrast op de vleugel.

## Verspreiding en leefgebied
De broedgebieden van de witvleugelnachtzwaluw liggen in Bolivia, Brazilië en Paraguay. Het is een vogel van natte graslanden en "campo cerrado", dat is terrein met palmen (Butia paraguayensis) en termietenheuvels.

## Status
De witvleugelnachtzwaluw heeft een klein verspreidingsgebied en het leefgebied wordt bedreigd door intensieve begrazing, uitheemse zich uitbreidende grassoorten en omzetting in eucalyptusbos of akkerland voor sojabonen. De grootte van de populatie wordt geschat op 600 tot 1700 volwassen vogels. Om deze redenen staat deze nachtzwaluw als kwetsbaar op de Rode Lijst van de IUCN.